# Saison 1 de The Mindy Project
Chronologie
Saison 2
Cet article présente les épisodes de la première saison de la série télévisée américaine The Mindy Project.

## Généralités
- Aux États-Unis, la saison a été diffusée du 25 septembre 2012[2] au 14 mai 2013 sur le réseau Fox.
- Au Canada, elle a été diffusée en simultané sur Citytv.
- Le 8 octobre 2012, Fox a commandé neuf épisodes supplémentaires, pour un total de 22 épisodes[3].
- Le 19 octobre 2012, Fox a commandé deux autres épisodes supplémentaires, pour un total de 24 épisodes[4].
- En France, la saison a été diffusée du 21 novembre 2014 au 26 décembre 2014 sur Comédie +.

## Synopsis
Une femme qui, en dépit d'une carrière couronnée de succès, a désespérément besoin de rompre de mauvaises habitudes dans sa vie personnelle.

## Distribution

### Acteurs principaux
- Mindy Kaling (VF : Audrey Sablé): Mindy Lahiri
- Chris Messina (VF : Xavier Fagnon) : Danny Castellano
- Zoe Jarman (VF : Claire Baradat) : Betsy Putch
- Ed Weeks (en) (VF : Stéphane Pouplard) : Jeremy Reed
- Ike Barinholtz (VF : Serge Faliu) : Morgan Tookers (à partir de l'épisode 15)
- Beth Grant (VF : Françoise Pavy) : Beverley (à partir de l'épisode 14)
- Anna Camp (VF : Karine Foviau) : Gwen Grandy (régulière épisodes 1 à 12, puis récurrente)
- Amanda Setton (VF : Marie Giarudon) : Shauna Dicanio (épisodes 1 à 12)
- Stephen Tobolowsky (VF : Bernard Alane) : Dr Shulman (épisodes 1, 2 et 8)

### Acteurs récurrents
- Tommy Dewey (VF : Alexandre Gillet) : Josh Daniels
- Ed Helms (VF : Olivier Cordina) : Dennis
- Bill Hader (VF : Stéphane Ronchewski) : Tom McDougall
- Tim Conlon (en) : Carl Grandy
- Avriella Ford (VF : Anouck Hautbois) : Riley Grandy
- Mort Burke (VF : Cyril Aubin) : Parker
- Mark Duplass (VF : Fabien Briche) : Brendan Deslaurier
- Jay Duplass (VF : Taric Méhani) : Duncan Deslaurier
- Richard Gant (VF : Benoit Allemane) : Melville Fuller
- Kelen Coleman (en) (VF : Bénédicte Bosc) : Alex
- Jane MacAfie (VF : Cathy Cerda) : Doris
- Ellie Kemper (VF : Lydia Cherton) : Heather
- Utkarsh Ambudkar (VF : Alexandre Nguyen) : Rishi Lashiri
- Allison Williams (VF : Barbara Beretta) : Jillian
- B. J. Novak (VF : Thibaut Belfodil) : Jamie
- Mary Grill (VF : Laurence Bréheret) : Maggie
- Randall Park (VF : Jérémy Bardeau) : Colin Lee
- Tracey Wingfield (VF : Caroline Pascal (actrice)) : Lauren Neustadter

### Invités
- Seth Rogen : Sam[5] (épisode 15)
- Chloë Sevigny (VF : Sybille Tureau) : Christina, ex-femme de Danny[6] (épisode 22)
- Anders Holm (VF : Benoit Du Pac) : Casey[7] (épisodes 19, 21 et 23)

## Épisodes

### Épisode 1:Il était une fois...
- États-Unis /  Canada : 25 septembre 2012 sur FOX[2] / Citytv
- France : 21 novembre 2014 sur Comédie +[8]

- États-Unis : 4,67 millions de téléspectateurs[9] (première diffusion)

- Ed Helms (Danny)
- Bill Hader (Tom)

### Épisode 2:La Nouvelle Assistante
- États-Unis /  Canada : 2 octobre 2012 sur FOX / Citytv
- France : 21 novembre 2014 sur Comédie +

- États-Unis : 3,68 millions de téléspectateurs[10] (première diffusion)

- Ike Barinholtz (Morgan)

### Épisode 3:Tous en boîte!
- États-Unis /  Canada : 9 octobre 2012 sur FOX / Citytv
- France : 21 novembre 2014 sur Comédie +

- États-Unis : 3,55 millions de téléspectateurs[11] (première diffusion)

- Ike Barinholtz (Morgan)
- Tommy Dewey (Josh)
- Baron Davis (lui-même)
- Amar'e Stoudemire (lui-même)

### Épisode 4:Halloween
- États-Unis /  Canada : 30 octobre 2012 sur FOX / Citytv
- France : 21 novembre 2014 sur Comédie +

- États-Unis : 3,12 millions de téléspectateurs[12] (première diffusion)

- Ike Barinholtz (Morgan)
- Tommy Dewey (Josh)
- Bill Hader (Tom)

### Épisode 5:Danny Castellano est mon gynécologue
- États-Unis /  Canada : 13 novembre 2012 sur FOX / Citytv
- France : 28 novembre 2014 sur Comédie +

- États-Unis : 3,17 millions de téléspectateurs[13] (première diffusion)

- Ike Barinholtz (Morgan)

### Épisode 6:Thanksgiving
- États-Unis /  Canada : 20 novembre 2012 sur FOX / Citytv
- France : 28 novembre 2014 sur Comédie +

- États-Unis : 2,64 millions de téléspectateurs[14] (première diffusion)

- Ike Barinholtz (Morgan)
- Ed Helms (Dennis)
- Richa Shukla (?)

### Épisode 7:Amour, sexe et herpès
- États-Unis /  Canada : 27 novembre 2012 sur FOX / Citytv
- France : 28 novembre 2014 sur Comédie +

- États-Unis : 2,76 millions de téléspectateurs[15] (première diffusion)

- Ike Barinholtz (Morgan)
- Tommy Dewey (Josh)

### Épisode 8:Deux contre un
- États-Unis /  Canada : 4 décembre 2012 sur FOX / Citytv
- France : 28 novembre 2014 sur Comédie +

- États-Unis : 2,68 millions de téléspectateurs[16] (première diffusion)

- Ike Barinholtz (Morgan)

### Épisode 9:Le Noël de Mindy & Josh
- États-Unis /  Canada : 11 décembre 2012 sur FOX / Citytv
- France : 5 décembre 2014 sur Comédie +

- États-Unis : 3,07 millions de téléspectateurs[17] (première diffusion)

- Ike Barinholtz (Morgan)
- Tommy Dewey (Josh)
- Allison Williams (Eye Patch Girl)

### Épisode 10:Le Frère de Mindy
- États-Unis /  Canada : 8 janvier 2013 sur FOX / Citytv
- France : 5 décembre 2014 sur Comédie +

- États-Unis : 2,85 millions de téléspectateurs[18] (première diffusion)

- Ike Barinholtz (Morgan)
- Utkarsh Ambudkar (Rishi)
- Tyler, The Creator (Rapper)

### Épisode 11:Le Lit superposé
- États-Unis /  Canada : 15 janvier 2013 sur FOX / Citytv
- France : 5 décembre 2014 sur Comédie +

- États-Unis : 2,76 millions de téléspectateurs[19] (première diffusion)

- Ike Barinholtz (Morgan)
- Allison Williams (Eye-Patch Girl)

### Épisode 12:Le Coup d'un soir en dix leçons
- États-Unis /  Canada : 22 janvier 2013 sur FOX / Citytv
- France : 5 décembre 2014 sur Comédie +

- États-Unis : 3,05 millions de téléspectateurs[20] (première diffusion)

- Ike Barinholtz (Morgan)
- Mark Duplass (Brendan)
- Jay Duplass (Duncan)
- Allison Williams (Eye Patch)

### Épisode 13:Harry et Sally 2.0
- États-Unis /  Canada : 29 janvier 2013 sur FOX / Citytv
- France : 12 décembre 2014 sur Comédie +

- États-Unis : 3,2 millions de téléspectateurs[21] (première diffusion)

- B.J. Novak (Jaime)
- Allison Williams (Jillian)
- Eva Amurri Martino (Lucy)
- Mary Grill (Maggie)
- Mark Duplass (Brendan)

### Épisode 14:Harry & Mindy
- États-Unis /  Canada : 5 février 2013 sur FOX / Citytv
- France : 12 décembre 2014 sur Comédie +

- États-Unis : 3,6 millions de téléspectateurs[22] (première diffusion)

- Anna Camp (Gwen)
- B.J. Novak (Jaime)
- Eva Amurri Martino (Lucy)
- Common (policeman)

### Épisode 15:Le Mindy Show
- États-Unis /  Canada : 19 février 2013 sur FOX / Citytv
- France : 12 décembre 2014 sur Comédie +

- États-Unis : 3,05 millions de téléspectateurs[23] (première diffusion)

- Mark Duplass (Brendan)
- Jay Duplass (Duncan)
- Maria Menounos (elle-même)

### Épisode 16:Un amour de jeunesse
- États-Unis /  Canada : 26 février 2013 sur FOX / Citytv
- France : 12 décembre 2014 sur Comédie +

- États-Unis : 3,26 millions de téléspectateurs[24] (première diffusion)

- Seth Rogen (Sam)

### Épisode 17:Bon anniversaire, Mindy
- États-Unis /  Canada : 19 mars 2013 sur FOX / Citytv
- France : 19 décembre 2014 sur Comédie +

- États-Unis : 3,07 millions de téléspectateurs[25] (première diffusion)

- Anna Camp (Gwen)
- Mark Duplass (Brendan)
- Utkarsh Ambudkar (Rishi)
- Mary Grill (Maggie)
- Kelen Coleman (Alex)

### Épisode 18:L'Ami de Danny
- États-Unis /  Canada : 26 mars 2013 sur FOX / Citytv
- France : 19 décembre 2014 sur Comédie +

- États-Unis : 2,62 millions de téléspectateurs[26] (première diffusion)

- Mary Grill (Maggie)
- Ellie Kemper (Heather)
- Bill Tangradi (Steve)
- Dan Castellaneta (Marty)

### Épisode 19:Dieu, Casey et moi
- États-Unis /  Canada : 2 avril 2013 sur FOX / Citytv
- France : 19 décembre 2014 sur Comédie +

- États-Unis : 2,47 millions de téléspectateurs[27] (première diffusion)

- Utkarsh Ambudkar (Rishi)
- Anders Holm (Casey)
- Moby (lui-même)
- Audrey Wasilewski (Lizzy)

### Épisode 20:Pretty Man
- États-Unis /  Canada : 4 avril 2013 sur FOX[28] / Citytv
- France : 19 décembre 2014 sur Comédie +

- États-Unis : 3,24 millions de téléspectateurs[29] (première diffusion)

- Mary Grill (Maggie)
- Kelen Coleman (Alex)
- Mort Burke (Parker)
- Josh Meyers (Adam)

### Épisode 21:Une virée à Santa Fe
- États-Unis /  Canada : 9 avril 2013 sur FOX / Citytv
- France : 26 décembre 2014 sur Comédie +

- États-Unis : 2,66 millions de téléspectateurs[30] (première diffusion)

- Mort Burke (Parker)
- Tommy Dewey (Josh)
- Anders Holm (Casey)
- Clay Matthews (lui-même)
- Michael Durrell (Dr. Walters)
- Jun Hee Lee (Quan)
- Alyssa Preston (Overweight Woman)
- Amber Luallen (Female Patient)
- Vladimir Sizor (Buff Guy)

### Épisode 22:Le Triathlon
- États-Unis /  Canada : 30 avril 2013 sur FOX / Citytv
- France : 26 décembre 2014 sur Comédie +

- États-Unis : 2,56 millions de téléspectateurs[31] (première diffusion)

- Chloë Sevigny (Christina)
- Mark Duplass (Brendan Deslaurier)
- Jay Duplass (Duncan Deslaurier)

### Épisode 23:La Soirée étudiante
- États-Unis /  Canada : 7 mai 2013 sur FOX / Citytv
- France : 26 décembre 2014 sur Comédie +

- États-Unis : 2,61 millions de téléspectateurs[32] (première diffusion)

- Anders Holm (Casey)
- Bill Hader (Tom)
- Mark Duplass (Brendan)
- Jay Duplass (Duncan)
- Mort Burke (Parker)
- Xosha Roquemore (Tamra)
- Francia Raisa (Katie)

### Épisode 24:L'Ultimatum
- États-Unis /  Canada : 14 mai 2013 sur FOX[33] / Citytv
- France : 26 décembre 2014 sur Comédie +

- États-Unis : 2,57 millions de téléspectateurs[34] (première diffusion)

- Anders Holm (Casey)
- Chloë Sevigny (Christina)

## Audiences aux États-Unis
| N° d'épisode | Titre original                        | Titre français                         | Chaîne | Date de diffusion originale | USA (en millions de téléspectateurs) | Pdm sur les 18-49 ans |
| ------------ | ------------------------------------- | -------------------------------------- | ------ | --------------------------- | ------------------------------------ | --------------------- |
| 1            | "Pilot"                               | "Il était une fois..."                 | FOX    | 25 septembre 2012           | 4.67                                 | 2.4                   |
| 2            | "Hiring and Firing"                   | "La nouvelle assistante"               | FOX    | 2 octobre 2012              | 3.68                                 | 1.9                   |
| 3            | "In the Club"                         | "Tous en boîte !"                      | FOX    | 9 octobre 2012              | 3.55                                 | 1.9                   |
| 4            | "Halloween"                           | "Halloween"                            | FOX    | 30 octobre 2012             | 3.12                                 | 1.5                   |
| 5            | "Danny Castellano is My Gynecologist" | "Danny Castellano est mon gynécologue" | FOX    | 13 novembre 2012            | 3.17                                 | 1.6                   |
| 6            | "Thanksgiving"                        | "Thanksgiving"                         | FOX    | 20 novembre 2012            | 2.64                                 | 1.3                   |
| 7            | "Teen Patient"                        | "Amour, sexe et herpès"                | FOX    | 27 novembre 2012            | 2.76                                 | 1.5                   |
| 8            | "Two To One"                          | "Deux contre un"                       | FOX    | 4 décembre 2012             | 2.68                                 | 1.3                   |
| 9            | "Josh and Mindy's Christmas Party"    | "Le Noël de Mindy & Josh"              | FOX    | 11 décembre 2012            | 3.07                                 | 1.5                   |
| 10           | "Mindy's Brother"                     | "Le frère de Mindy"                    | FOX    | 8 janvier 2013              | 2.85                                 | 1.5                   |
| 11           | "Bunk Bed"                            | "Le lit superposé"                     | FOX    | 15 janvier 2013             | 2.76                                 | 1.5                   |
| 12           | "Hooking Up Is Hard"                  | "Le coup d'un soir en dix leçons"      | FOX    | 22 janvier 2013             | 3.05                                 | 1.5                   |
| 13           | "Harry & Sally"                       | "Harry et Sally 2.0 "                  | FOX    | 29 janvier 2013             | 3.20                                 | 1.7                   |
| 14           | "Harry & Mindy"                       | "Harry & Mindy"                        | FOX    | 5 février 2013              | 3.60                                 | 1.9                   |
| 15           | "Mindy's Minute"                      | "Le Mindy Show"                        | FOX    | 19 février 2013             | 3.05                                 | 1.6                   |
| 16           | "The One That Got Away"               | "Un amour de jeunesse"                 | FOX    | 26 février 2013             | 3.26                                 | 1.7                   |
| 17           | "Mindy's Birthday"                    | "Bon anniversaire, Mindy "             | FOX    | 19 mars 2013                | 3.07                                 | 1.7                   |
| 18           | "Danny's Friend"                      | "L'ami de Danny"                       | FOX    | 26 mars 2013                | 2.62                                 | 1.5                   |
| 19           | "My Cool Christian Boyfriend"         | "Dieu, Casey et moi "                  | FOX    | 2 avril 2013                | 2.47                                 | 1.3                   |
| 20           | "Pretty Man"                          | "Pretty Man"                           | FOX    | 4 avril 2013                | 3.24                                 | 1.3                   |
| 21           | "Santa Fe"                            | "Une virée à Santa Fe"                 | FOX    | 9 avril 2013                | 2.66                                 | 1.5                   |
| 22           | "Triathlon"                           | "Le triathlon"                         | FOX    | 30 avril 2013               | 2.56                                 | 1.3                   |
| 23           | "Frat Party"                          | "La soirée étudiante"                  | FOX    | 7 mai 2013                  | 2.61                                 | 1.3                   |
| 24           | "Take Me With You"                    | "L'ultimatum"                          | FOX    | 14 mai 2013                 | 2.57                                 | 1.3                   |